# 豊岡えりな
豊岡 えりな（とよおか えりな、1993年(平成5年)10月25日 - ）は、日本の女優、タレントである。
新潟県出身。NEW BRiGHT PRODUCTION所属。

## 略歴
高校卒業後、劇団ひまわり新潟エクステンションスタジオに入団。（3年4か月在籍）
その後、東区市民劇団座･未来に所属する。
2017年に新潟一番出演者オーディションでグランプリを獲得し、NEW BRiGHT PRODUCTION所属となる。

## 出演作品
テレビ
- TeNY「夕方ワイド新潟一番」「新潟一番サンデープラス」リポーター

舞台
- 2012年10月　江南区文化会館「音楽劇亀田郷龍神伝」寺子屋生徒役
- 2014年3月　りゅーとぴあ 劇団ひまわり新潟エクステンションスタジオ公演「コルチャック先生と子どもたち」チェルニアクフ夫人役
- 2015年8月　りゅーとぴあ APRICOT、劇団ひまわり合同公演「赤毛のアン」アラン夫人(クワトロキャスト)
- 2016年2月　東区プラザホール 東区市民劇団座・未来公演「阿賀野の雪花」加代役(ダブルキャスト)
- 2016年5月　えんとつシアター えんとつ王2016(予選)Not Found「恋患い」珠役
- 2016年7月　江南区文化会館 「親の顔が見たい」戸田菜月役
- 2016年9月　東区プラザホール 東区市民劇団座・未来公演「東方見聞録~僕らは東の空に未来を描く~」劇団員役など
- 2016年11月　万代市民会館多目的ホール カルチャーMIX N.P.S演技声優コース「I wish…」静役
- 2017年4月　えんとつシアター 日本バンカラロック第2回本公演「お父さん、いい加減あなたの話は聞き飽きました」ボク役
- 2017年8月　東区市民劇団座･未来公演「わたれ、風 ひらけ、道」加藤役
- 2018年11月　東区市民劇団座・未来公演「ポンコツ港の水滸伝」菊松役

映画
- 2017年　新潟映画塾自主制作映画「俺とお前と藤五郎」藤五郎妻役
- 2017年　自主制作映画「BAD DREAM」里子役
- 2019年　「神の発明。悪魔の発明。」出演

CM
- 2016年～　川内自動車 カードームタンポポ新しいウィンドウで開きます
- 2017年12月～　保険見直しラボ

モデル
- 2016年11月25日、12月28日掲載 朝日山酒造業新潟日報広告モデル
- 2017年komachi10月号　美komachiページ読者モデル

MC
- 2017年10月　UX峠王クイズ選手権決勝戦前夜祭MC